# Terroristerne
Terroristerne er en svensk kriminalroman fra 1975 af forfatterne Maj Sjöwall og Per Wahlöö.
Bogen er den tiende og sidste bog i serien Roman om en forbrydelse, som forfatterne skrev i perioden 1965-75.
Serien er i 2007 blevet nyoversat til dansk og udgivet på forlaget Modtryk.

## Handling
Historien begynder med en retssag, hvor en attenårig pige bliver anklaget for et bankrøveri, som hun aldrig havde tænkt sig at udføre. Senere bliver en producent af pornografiske film fundet myrdet i sin elskerindes hjem. Hovedintrigen i romanen drejer sig om Martin Beck, lederen af et team af politifolk, der forsøger at forhindre et forventet terrorangreb på en vældig upopulær amerikansk senator, der er på officielt besøg i Sverige.
Da bogen blev filmet i 1994, blev plottet stærkt ændret. I romanen bliver statsministeren i Sverige myrdet. Dette blev anset for at være for sensitivt, eftersom virkelighedens attentat i 1986 på statsminister Olof Palme stadig var uopklaret. Da romanen blev skrevet i 1974, var Olof Palme faktisk statsminister i Sverige.